# Archibald Currie

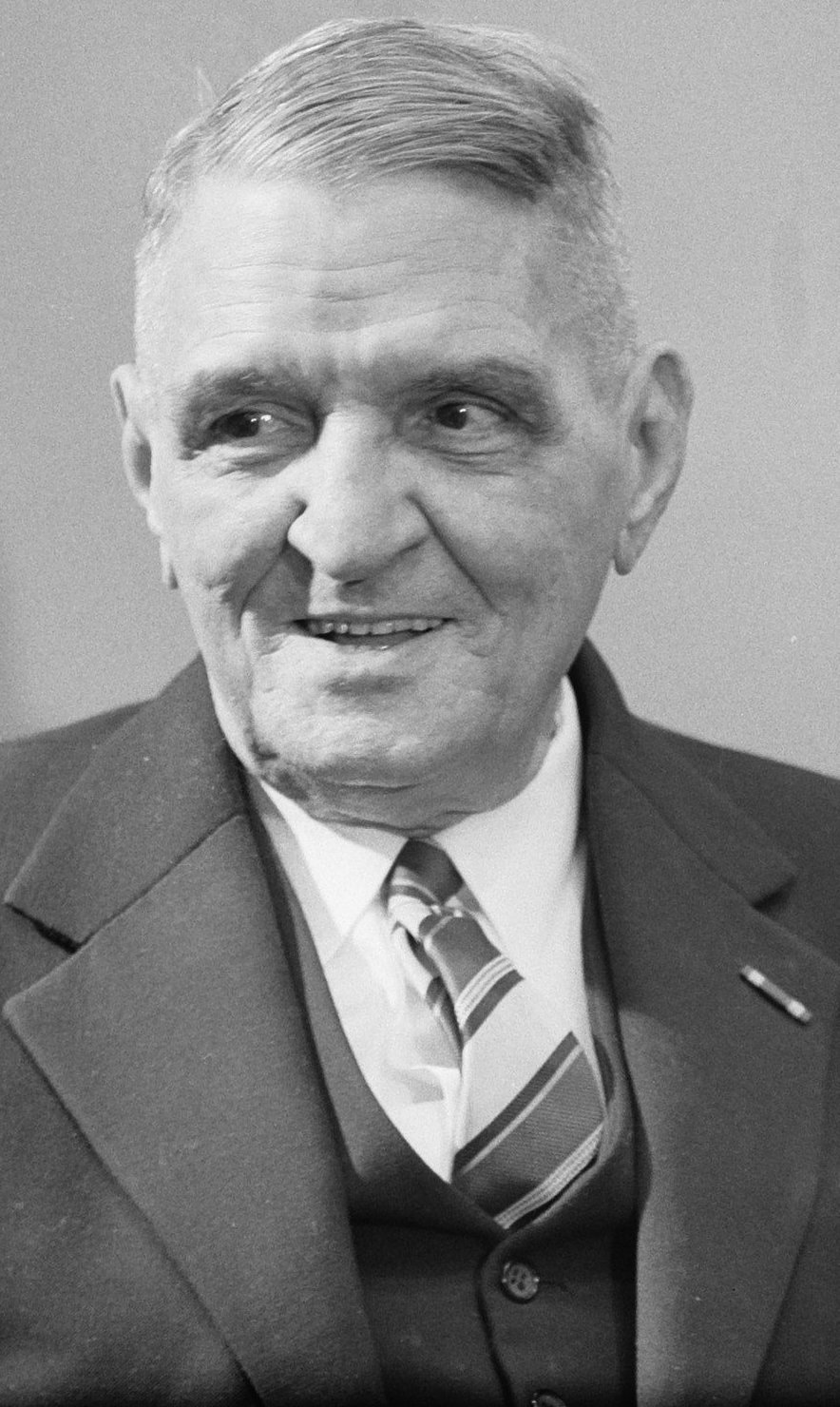
Archibald Currie (1963)

Archibald Currie (* 7. März 1889 Plantage Zorg en Hoop im damaligen Distrikt Beneden-Cottica, Suriname; † 28. November 1986 in Rijswijk) war ein surinamischer Kolonialbeamter, Politiker, und erster in Suriname geborener Gouverneur des Landes.

## Leben
Archibald Currie war der Sohn von Robert Douglas Currie, circa 1846 in Schottland– und Louisa Henriette Rado, 1856 in Suriname geboren. Sein Vater kam im Alter von 18 Jahren nach Suriname und war bis zu seinem Tod, im März 1899 auf der Plantage Zorg en Hoop am Commewijne, zuletzt als Direktor und Mitverwalter tätig. Seine Mutter wurde noch in der Sklaverei geboren, jedoch bereits kurz nach der Geburt, im Dezember 1858 in die Freiheit entlassen. Sie starb am 14. Juli 1949 im Alter von 92 Jahren.
Archibald Currie machte nach der Schule eine Ausbildung zum Landvermesser und Topograf.

### Politische Tätigkeit
Im Jahre 1948 wurde Suriname zunächst im Rahmen einer Interimsregelung ein gleichberechtigter Teil der Niederlande- und wurde das allgemeine Wahlrecht eingeführt. Am 17. Januar 1949 war Curry das letzte, nach dem alten System durch den Gouverneur ernannte Mitglied des Parlaments von Suriname (Staten van Suriname). 
Bei den ersten, am 30. Mai 1949 nach dem neuen System durchgeführten Wahlen nahm er zwar teil, erhielt aber nicht genügend Stimmen für eine weitere Mitgliedschaft.  
Er war zwischen Juli 1950 und Januar 1951 Finanzminister (Landsminister van Financiën) sowie von April 1951 bis September 1952 Wirtschaftsminister (Landsminister van Economische Zaken) sowie zugleich Sozialminister (Landsminister van Sociale Zaken) in den Regierungen von Jacques Adam Drielsma und Jan Buiskool.
Als Nachfolger von Adriaan Alberga übernahm Currie schließlich am 4. Dezember 1952 zunächst kommissarisch das Amt als Premierminister. Im August 1954 erhielt Suriname wie auch die Niederländischen Antillen den Status eines gleichberechtigten und sich selbst verwaltenden Teils des Königreichs der Niederlande. Daraufhin wurde er formell Premierminister (Premier van Suriname) und bekleidete dieses Amt bis zum 16. April 1955, woraufhin Johan Ferrier seine Nachfolge antrat. In seiner Regierung fungierte er zwischen Dezember 1952 und April 1955 auch als Innenminister (Landsminister van Binnenlandse Zaken).
Am 19. März 1962 wurde Archibald Currie als Nachfolger von Jan van Tilburg kommissarischer Gouverneur (Waarnemend gouverneur) und hatte dieses Amt bis zu seiner Ablösung durch François Haverschmidt inne, der zwischen dem 3. und 24. März 1963 ebenfalls kommissarischer Gouverneur war. Anschließend wurde Currie am 25. März 1963 durch königlichen Beschluss als erster Surinamer zum Gouverneur ernannt.
Nachdem Currie in Suriname seinen Abschied von allen politischen Ämtern angekündigt hatte, wurde Haverschmidt abermals, kurz nach der Abreise des scheidenden Gouverneurs in die Niederlande, am 29. September 1964 als kommissarischer Gouverneur vereidigt.
Zum 1. Dezember 1964 wurde der inzwischen 75-jährige Archibald Currie auf eigenen Wunsch ehrenhaft aus seinem Amt als Gouverneur entlassen und ging in Pension. Er war während seiner gesamten politischen Tätigkeit zu keiner Zeit Mitglied einer politischen Partei.

### Ehrungen
Für seine besonderen beruflichen und politischen Verdienste wurde Archibald Currie mt dem Orden vom Niederländischen Löwen im Rang eines Ritters und dem Orden von Oranien-Nassau in den Rängen Kommandeur und Ritter ausgezeichnet.
Auch seine Ehefrau Jeane Wilhelmine Currie, geborene May (* 14. Juni 1892 in Paramaribo; † 4. Dezember 1975 in Rijswijk) erhielt für ihr soziales Engagement als Vorstandsmitglied der Vereniging Liefdewerk in Suriname den Orden von Oranien-Nassau, im Rang eines Ritters.